# Waku Waku Sonic Patrol Car
Waku Waku Sonic Patrol Car is een arcadespel uit de Sonic the Hedgehog-franchise. Het spel werd in december 1991 uitgebracht.
Het spel was vooral gericht op kinderen.

## Verhaal
In het spel speelt Sonic de rol van een politieagent die stad veilig moet houden van Dr. Eggman. Hij rijdt in een politiewagen rond.

## Gameplay
In plaats van een doorsnee arcademachine bestaat de console van het spel uit een speelgoedwagen gelijk aan het model dat Sonic in het spel bestuurt. Spelers kunnen hierin gaan zitten om het spel te spelen. Doel van het spel is Eggman opsporen en zijn wagen vernietigen door erop te springen.
Sturen vindt plaats met een stuurwiel in de auto. Verder zit er een knop waarmee de speler Sonic uit de wagen kan laten springen om Eggman te bevechten.
De wagen zelf beweegt deels met de auto op het scherm mee.
Het spel gebruikt de achtergrondmuziek van de Green Hill Zone in Sonic the Hedgehog.